# Cleisthenes herzensteini
Cleisthenes herzensteini är en fiskart som först beskrevs av Schmidt, 1904.  Cleisthenes herzensteini ingår i släktet Cleisthenes och familjen flundrefiskar. Inga underarter finns listade i Catalogue of Life.